# Diana Kowatschewa

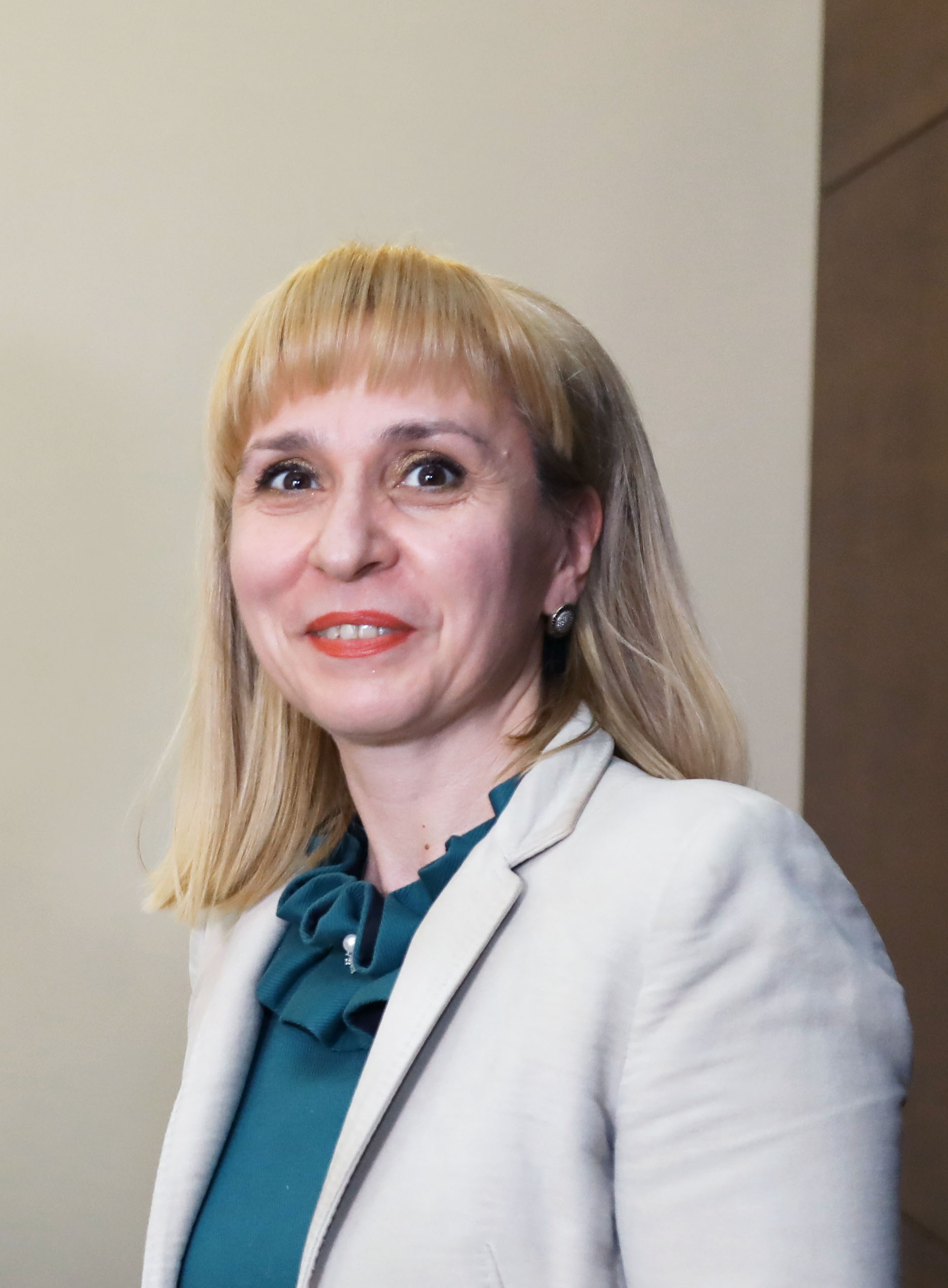
Diana Kowatschewa (2023)

Diana Kowatschewa (englisch Diana Kovacheva, bulgarisch Диана Ковачева; * 6. Juli 1975 in Sofia, Bulgarien) ist eine bulgarische Juristin, Politikerin, Ombudsfrau, zwischen 30. November 2011 und 12. März 2013 bulgarische Justizministerin sowie Dozentin für europäisches und internationales Recht. 2024 wurde sie zur bulgarischen Richterin am Europäischen Gerichtshof für Menschenrechte (EGMR) und Nachfolgerin von Jonko Grosew.

## Leben
Diana Kowatschewa schloss ihr Jurastudium 1998 an der Universität Sofia ab und hat einen Master-Abschluss in EU-Recht von derselben Universität sowie einen Master-Abschluss in EU-Recht und Justizsystem von der Universität Nancy, Frankreich. Ihre akademische Laufbahn umfasst Positionen als Forschungsmitarbeiterin am Institut für Rechtswissenschaften der Bulgarischen Akademie der Wissenschaften von 2000 bis 2001, und sie nahm die Position 2013 wieder auf.
Im Verlauf ihrer Karriere war Kowatschewa Direktorin von Transparency International Bulgarien von 2002 bis 2011 und später Ministerin für Justiz in der Regierung Borissow I von 2011 bis 2013. Kowatschewa wurde am 30. November 2011 zur Nachfolgerin der zuvor zur Vizepräsidenten gewählten Margarita Popowa vom bulgarischen Parlament gewählt. Im Jahr 2016 übernahm sie die Position der stellvertretenden Bürgerbeauftragten (Ombudsfrau) von Bulgarien und im September 2019 Bürgerbeauftragte und Nachfolgerin von Maja Manolowa. Am 21. Mai 2020 wurde sie in ihr Amt von der Nationalversammlung bestätigt und für eine weitere 5 Jahre dauernde Amtszeit gewählt.
Zusätzlich zu ihrem öffentlichen Dienst ist Kowatschewa Dozentin an der Juristischen Fakultät der Universität für Nationale und Weltwirtschaft tätig. Ihre wissenschaftlichen Leistungen erstrecken sich auf das Gebiet des internationalen Rechts, wo sie zahlreiche Artikel und Monografien verfasst hat, darunter „Anti-Korruption. Internationale Rechtsaspekte“ (2016), „Der Internationale Strafgerichtshof, Gründung und ergänzende Zuständigkeit“ (2017) und „Der Einzelne im internationalen Recht. Rechtliche Persönlichkeit von Einzelpersonen im Kontext des internationalen Menschenrechts- und humanitären Völkerrechts“ (2018).
Am 24. Januar 2024 wurde sie als Nachfolgerin von Jonko Grosew zur bulgarischen Richterin am Europäischen Gerichtshof für Menschenrechte gewählt. Dabei gewann sie mit einer Mehrheit von 115 aus insgesamt 201 abgegebenen Stimmen, vor den anderen bulgarischen Kandidaten: Galja Walkowa (73 Stimmen) und Dragomir Jordanow (13 Stimmen).